# 宋慈
宋 慈（そう じ、淳熙13年（1186年）- 淳祐9年3月7日（1249年4月13日））は、中国南宋の官僚。字は恵父（けいふ）。建寧府建陽県の出身。世界初の本格的な法医学書である『洗冤集録』（せんえんしゅうろく）の著者。

## 概要
嘉定10年（1217年）、科挙に合格して進士となる。その後、司法官僚として活躍する。その頃、官界は腐敗のために賄賂が横行し、それにより事件記録などが捻じ曲げられて無実の人が有罪となったり、殺人事件の遺体が自殺として処理されたりといったケースがしばしば発生した。宋慈は徹底的な現場調査を重視し、数多くの事件の真相を明らかにして無実の人達の冤罪を晴らした。
また、事件の調査に臨む姿勢として「審らかにしてまた審らかにす、一毫もあえて慢易心を萌さず（真実を重ねて追究して明らかにし、ほんの小さな証拠をも軽んじてはいけない）」と述べている。
淳祐7年（1247年）、これまでの経験を生かして、事件における検死の方法とその対処を記した『洗冤集録』を著した。
淳祐9年（1249年）、死去。その功績は当時の皇帝である理宗の耳にも達しており、直ちに勅使を派遣して霊前にて贈官を行ったと言う。